# Djurrollspel
| Djurrollspel |
| --- |
| En "ponnypojke" drar sin dominatrix som styr honom från sin sulky. Foto från Folsom Street Fair 2017. - Kategori – typ av sexuellt rollspel - Utformning – rollek med en eller flera som spelar rollen som icke-mänskligt djur - Funktion – leka med identiteter och makt, ofta som del av BDSM-lek |

Djurrollspel (engelska: animal roleplay) är en typ av oftast sexuellt rollspel, där någon eller några tar på sig rollen av ett icke-mänskligt djur. I likhet med andra former av rollekar utgår den från koncepten lek och psykodrama. Inom BDSM-kulturen finns olika subkulturer inriktade på djurrollspel vanligt förekommande, och men även barn ägnar sig ofta åt lekar där man låtsas vara ett djur.

## Sammanhang och funktion
Denna typ av rollspel ingår ofta i ett BDSM-sammanhang med utlevande av maktrelaterade fantasier kring dominans och underkastelse. Leken behöver dock inte vara maktrelaterad utan mer kopplad till utlevandet av en fetisch kring en förändrad identitet. På engelska skiljer man mellan animal roleplay och pet play, där det senare handlar om lek med husdjur. Husdjur är per definition "ägda", och leken är då tydligare kopplad till dominans och underkastelse.
Den som spelar "djur" i leken kan ha en roll som till- eller undergiven alternativt okynnig eller upprorisk. I det senare fallet kan leken inkludera disciplinerande inslag, motsvarande bokstaven D i förkortningen BDSM. Vissa rollspel kan innehålla djur som tar över den dominanta rollen i leken.

### Icke-sexuellt eller som maskerad
Ett rollspelande som djur behöver inte vara sexuellt kopplat. Även barn tycker ofta det är roligt att leka att de är ett speciellt djur. Det gemensamma med detta lekande, sexuellt eller inte, är att det tillåter provandet av en förändrad identitet och lekandet med olika roller (jämför skådespeleri).
Djurrollspelet har i regel ett inslag av maskerad och förklädnad, för att förstärka den förändrade identiteten. Detta kan inkludera lösöron och -svansar som efterliknar det avsetta djuret. Katter kan förknippas med mjuka och feminina accessoarer, inklusive spetskläder, medan hundar och hästar i leken oftare kan kopplas samman med BDSM-relaterade läderattiraljer. Kaniner, med sina korta kaninsvansar och långa öron, ses i den allmänna kulturen ofta som älskvärda, och inspirerat av Playboy-kulturens bunnies och idéer om kaniners måttlösa förökningshastighet kan de få en särskild sexuell koppling.

### Makt och identitet
Rollspel som eller med ett husdjur innehåller naturliga kopplingar till de maktförskjutningar som lockar hos olika typer av BDSM eller liknande praktiker. Detta kan inkludera:
- Bondage – ett husdjur hålls ofta bundet, kan stängas in i en bur eller fästas vid en stolpe, sadlas eller ridas. Via ett djurrollspel kan folk som är intresserade av BDSM testa hur olika slags bondage känns och upplevs i praktiken.
- Förnedring – husdjur äter ur skålar på golvet, urinerar i skogen och följer husse och matte som undergivna individer. Intresset för att utsättas för erotisk förnedring kan bli accentuerat genom ett rollspelande som husdjur.
- Ägarskap – husdjur ägs av någon. Den som är intresserad av dominans/underkastelse- eller ägare/slav-dynamiken har här en arena att utforska.
- Autozoofili – önskan att på riktigt vilja identifiera sig med ett icke-mänskligt djur kan vara stark och i extrema fall motsvara en sorts dysmorfofobi.[8] Detta intresse har ofta koppling till furry-kulturen, där man klär ut sig till antropomorfa pälsdjur av något slag.[9]

## Varianter (exempel)
Exempel på tydliga roller eller identiteter inom djurrollspel är:
- Gris (engelska: pig), ofta förknippad med erotisk förnedring[5]
- Hund/valp[10] (engelska: puppyplay[11])

- Häst/ponny/föl[12] (engelska: ponyplay[13])
- Katt/kattunge[14] (engelska: kittenplay[15])
- Ko (engelska: human cow[16] eller HuCow[17])

Många av dessa rollspelsscenarier kan utföras med ett flertal varianter, beroende på om maktlekar, objektifiering (flykten från självmedvetenheten och friheten att känna som finns hos mycken BDSM), identitet eller handlingar, rörelsebegränsning eller upplärning, dominans och underkastelse eller ren förnedring är fokus för leken. En ponny kan dra, bli riden eller gå in i rollen som ponny på andra sätt. En "mänsklig ko" är ofta en lydig gestalt som kan bli mjölkad (om den är en kvinna), bunden, utfodrad, ryktad, inseminerad och/eller förlöst.
Vissa djurroller anses ofta kopplade till vissa beteenden, inspirerat av vanliga husdjursbeteenden runt människor. Exempelvis kan ponyplay-utövare vara utåtriktade och ambitiösa elever, medan puppyplay-utövare kan vara lekfulla och sugna på att lära sig enkla trick. Kittenplay-utövare beskrivs ofta som tillgivna och med stort sömnbehov.

## Galleri

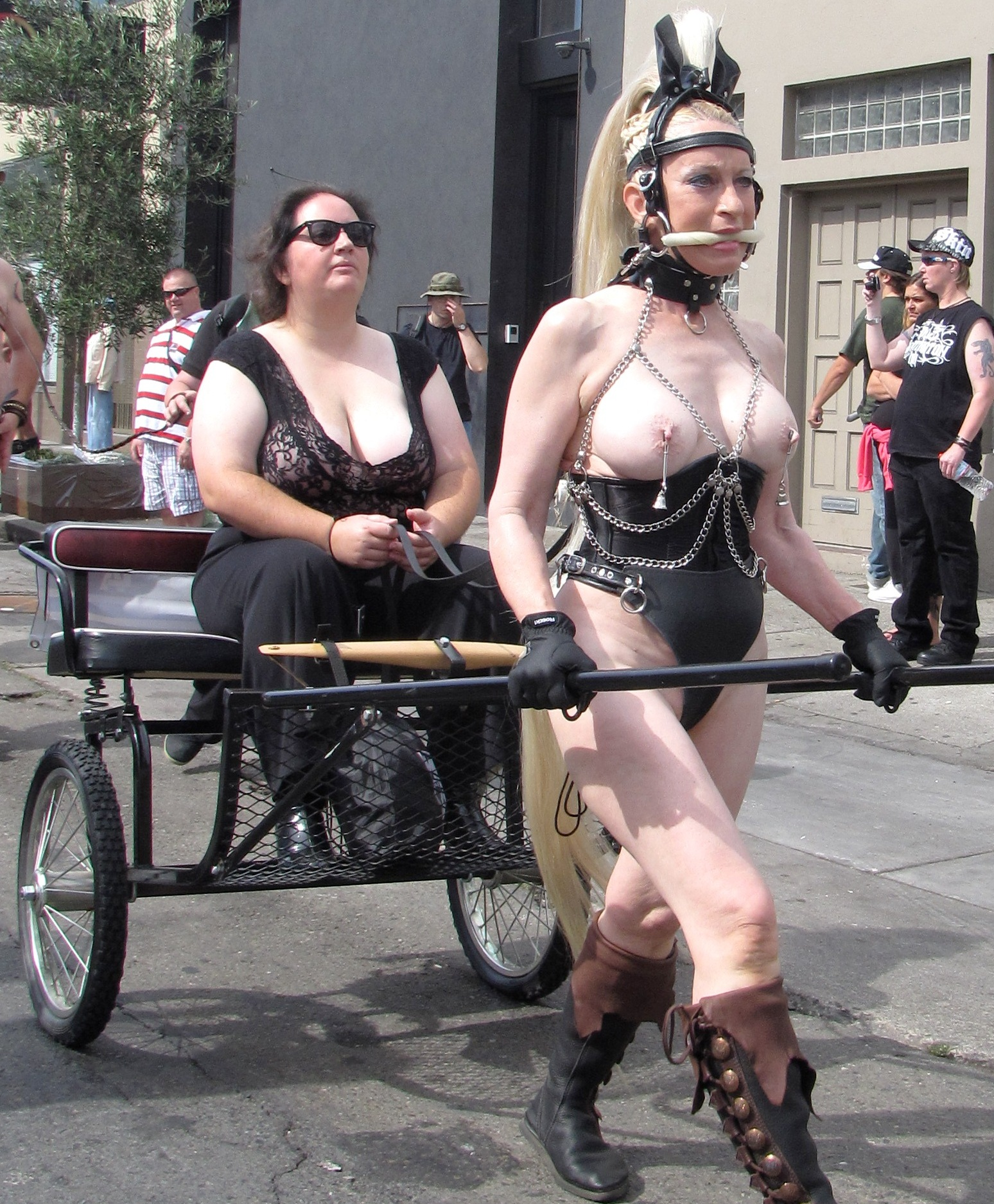
En kvinna dras av en "ponnyflicka".
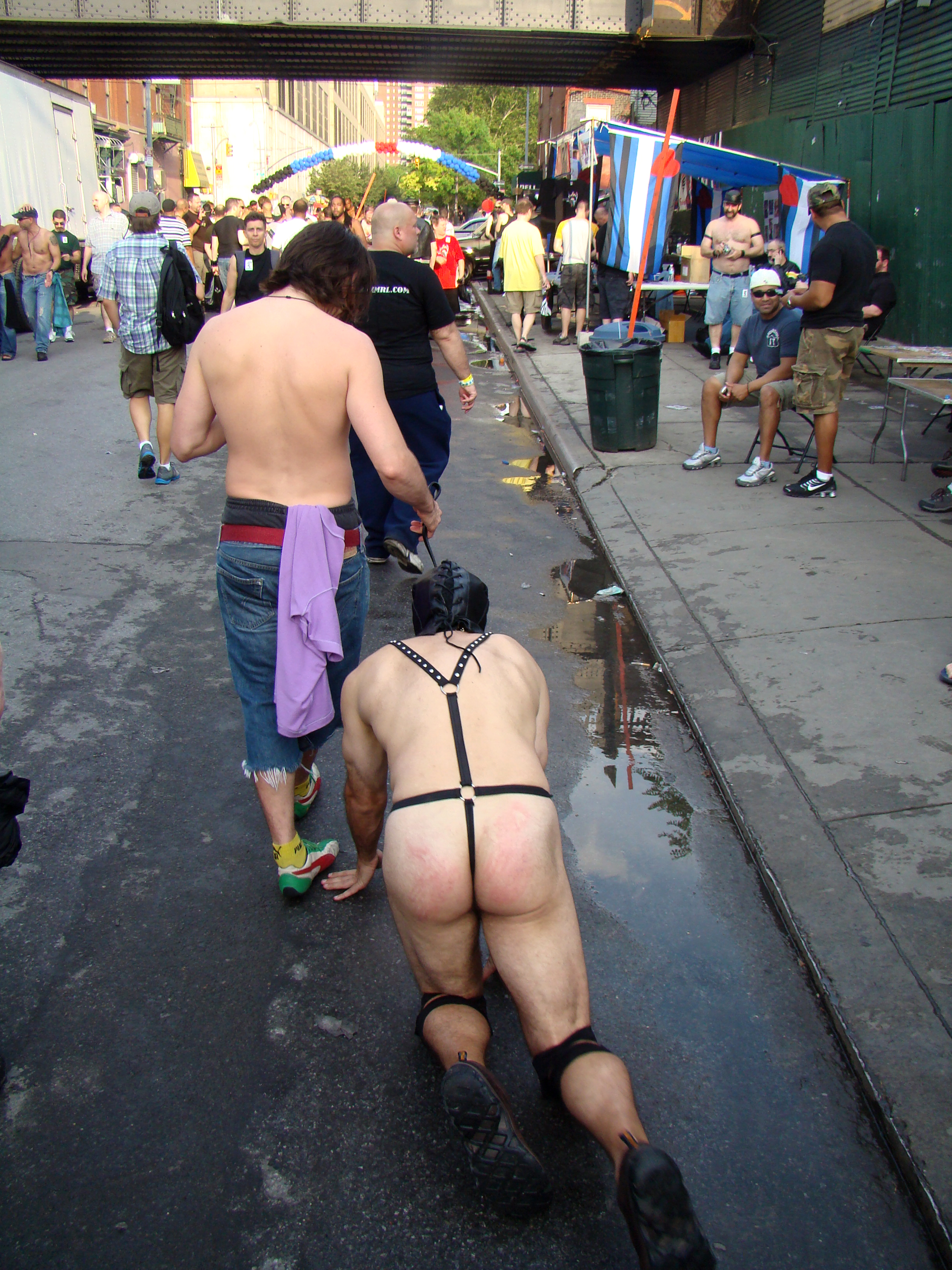
En man kryper som ett fyrfotadjur, ledd i ett koppel, på Folsom Street Fair 2008. Den krypande mannen leds i ett .
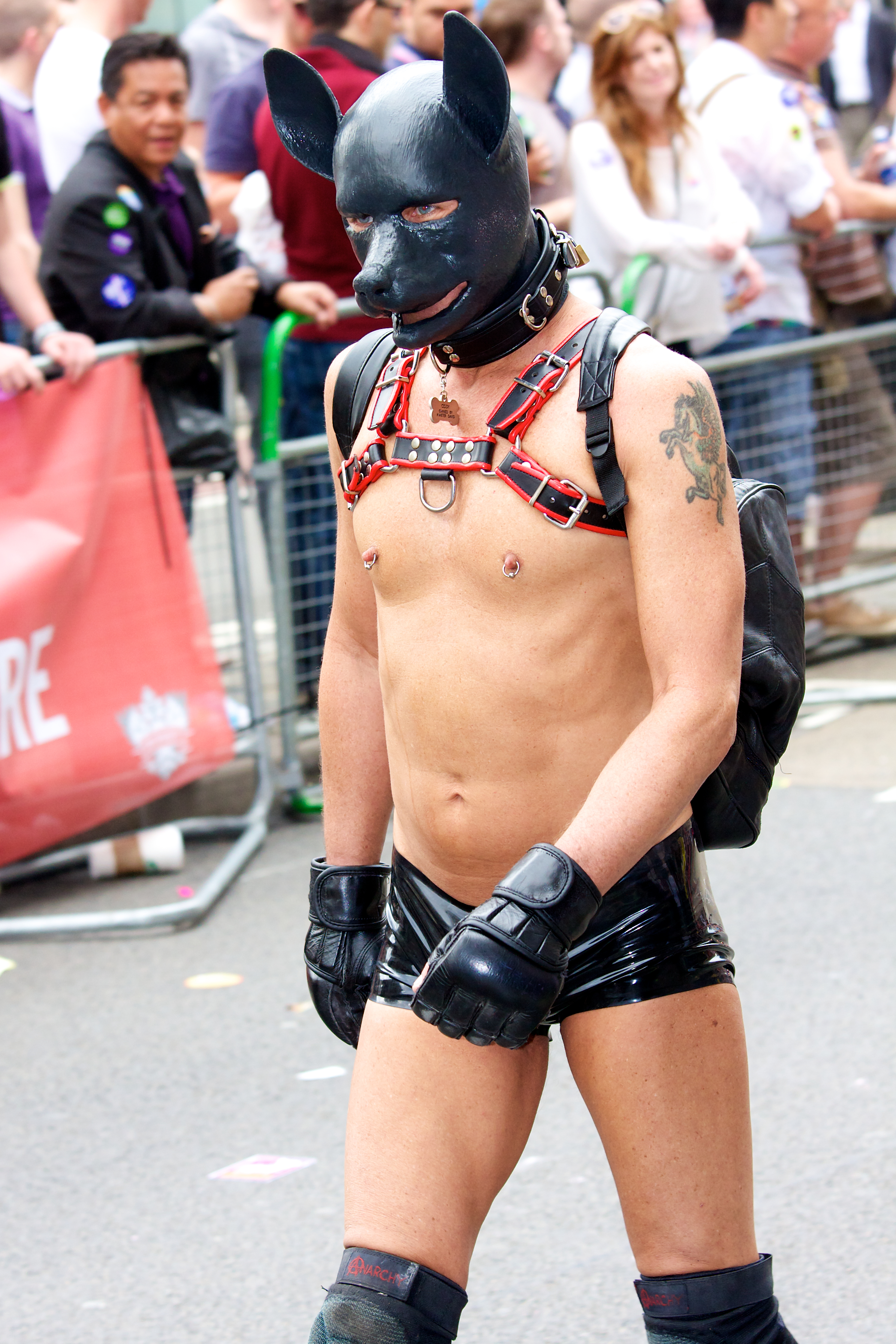
Man i hundmask, under Pride in London 2011.
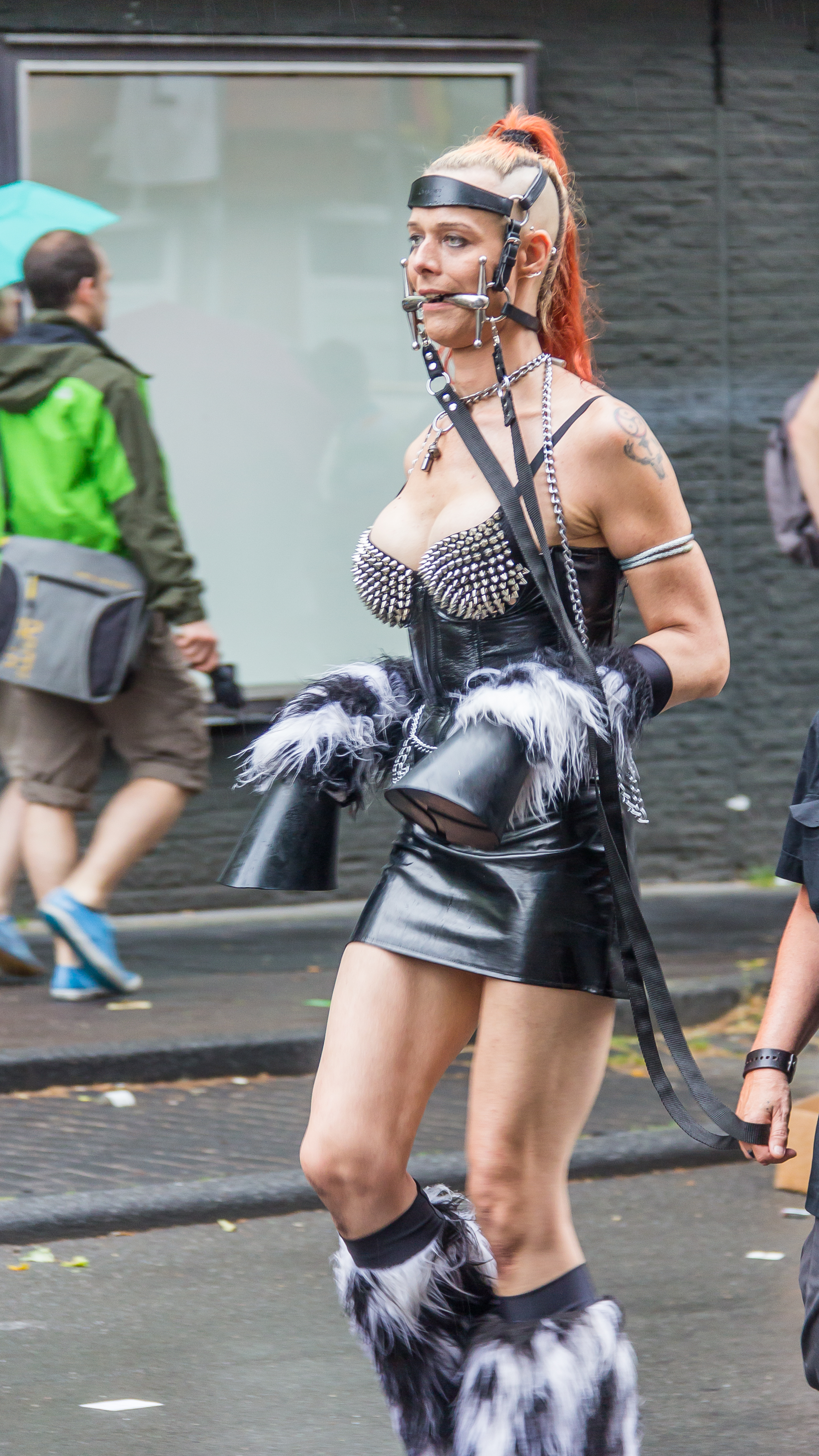
Kvinna selad som en häst, på Cologne Pride 2014.
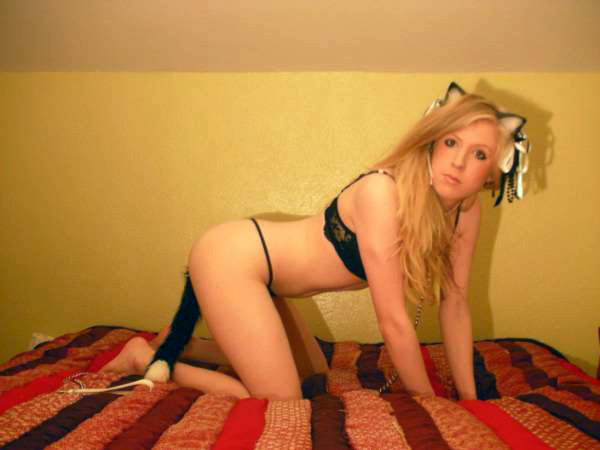
Kvinna i kattutstyrsel.

### Fotnoter
1. 1 2  ”Animal Play” (på amerikansk engelska). Kinkly - Straight up Sex Talk With a Twist. 10 november 2020. Arkiverad från originalet den 20 maj 2024. https://web.archive.org/web/20240520205217/https://www.kinkly.com/definition/animal-play-bdsm/. Läst 20 maj 2024.
2. 1 2 3 4  ”Dr Justin Lehmiller on the Science of Desire | Why Are People Into That?!”. 17 december 2018. sid. 44min–. https://shows.acast.com/yapit/episodes/interrobang-drjustinlehmilleronthescienceofdesire. Läst 20 maj 2024.
3. 1 2 3 4  Adriana. ”Pet Play 101: Doggies, Kittens and Ponies, Oh My!” (på engelska). Bad Girls Bible. https://badgirlsbible.com/pet-play. Läst 20 maj 2024.
4. ↑  ”Pet Play: Everything You Need to Know” (på brittisk engelska). Lascivity. 20 juli 2022. https://www.lascivity.co.uk/bdsm-pet-play-guide/. Läst 20 maj 2024.
5. 1 2 3 4  Kristian X (20 juli 2022). ”Pet Play: Everything You Need to Know” (på brittisk engelska). Lascivity. https://www.lascivity.co.uk/bdsm-pet-play-guide/. Läst 20 maj 2024.
6. ↑  ”Role play with toddlers: Playing pretend animals” (på brittisk engelska). BBC Tiny Happy People. https://www.bbc.co.uk/tiny-happy-people/articles/z6jggwx. Läst 20 maj 2024.
7. ↑  Petree, Fiona (17 oktober 2018). ”Animal Roleplay and Petplay: Is There a Difference?” (på engelska). PlugLust. https://pluglust.com/blogs/news/animal-roleplay-petplay-difference. Läst 20 maj 2024.
8. ↑  Vanderlaan, Doug P.; Wang Ivy Wong (2022). Gender and Sexuality Development. sid. 598. https://books.google.se/books?id=ak2GEAAAQBAJ&pg=PA598. Läst 20 maj 2024.
9. ↑  Collins, Naomi (22 februari 2024). ”Exploring Hidden Pleasures: 7 Uncommon Fetishes You Might Not Know About” (på engelska). www.ennvy.com. https://www.ennvy.com/blog/exploring-hidden-pleasures-7-uncommon-fetishes-you-might-not-know-about. Läst 20 maj 2024.
10. ↑  Matt Baume. ”What Is Puppy Play and Why Is It So Popular?” (på engelska). The Stranger. https://www.thestranger.com/features/2015/06/24/22437022/what-is-puppy-play-and-why-is-it-so-popular. Läst 20 maj 2024.
11. ↑  Langdridge, Darren; Lawson, Jamie (2019-10-01). ”The Psychology of Puppy Play: A Phenomenological Investigation” (på engelska). Archives of Sexual Behavior 48 (7):  sid. 2201–2215. doi:10.1007/s10508-019-01476-1. ISSN 1573-2800. PMID 31396755. PMC: PMC6746682. https://doi.org/10.1007/s10508-019-01476-1. Läst 20 maj 2024.
12. ↑  Adriana (4 december 2020). ”Getting Started with Pony Play: Types, Tack, and Training” (på amerikansk engelska). Bad Girls Bible. https://badgirlsbible.com/pony-play. Läst 20 maj 2024.
13. ↑  Berg, Sara (1 juni 2022). ”KRÖNIKA: Kan man föreställa sig en sexuell fetisch finns det någon som har den”. Sydsvenskan. https://www.sydsvenskan.se/2022-06-01/kan-man-forestalla-sig-en-sexuell-fetisch-finns-det-nagon-som-har-den/. Läst 20 maj 2024.
14. ↑  Dan Savage. ”Savage Love: ‘How do I get into kitten play?’” (på engelska). Detroit Metro Times. https://www.metrotimes.com/news/savage-love-how-do-i-get-into-kitten-play-16865926. Läst 20 maj 2024.
15. ↑  ”Kitten Play Guide With 30+ Activity- and Punishment Ideas” (på amerikansk engelska). 8 maj 2023. https://lustnerd.com/kitten-play-bdsm/. Läst 20 maj 2024.
16. ↑  Justin Lehmiller (9 december 2020). ”Human Cows: An Inside Look at a Growing Kink” (på engelska). Sex and Psychology. https://www.sexandpsychology.com/blog/2020/12/9/human-cows-an-inside-look-at-a-growing-kink/. Läst 20 maj 2024.
17. ↑  Pradeep, malavika (8 november 2023). ”What is HuCow? A dairy queen explains the lactation fetish that imagines women as human cows” (på engelska). SCREENSHOT Media. https://screenshot-media.com/culture/internet-culture/hucow-fetish-explained/. Läst 20 maj 2024.